# Idiopsar
Idiopsar (лат.) — род воробьиных птиц из семейства танагровых. Ранее в состав рода включали только один вид — Idiopsar brachyurus. Молекулярно-филогенетическое исследование семейства танагровых (Thraupidae), опубликованное в 2014 году, показало, что данный вид входит в кладу ещё с тремя видами, отнесённых к другим родам. В ходе последовавшей реорганизации эти три вида были отнесены к Idiopsar.
В состав рода включают четыре вида:
- Idiopsar dorsalis (Cabanis, 1883) — Коричневоспинный овсяночник
- Idiopsar erythronotus (Philippi & Landbeck, 1861) — Белогорлый овсяночник
- Idiopsar speculifer (Lafresnaye & d'Orbigny, 1837) — Белокрылая диука
- Idiopsar brachyurus Cassin, 1866 — Короткохвостый идиопсар